# Харперс-Ферри (Западная Виргиния)
Харперс-Ферри (англ. Harpers Ferry) — город в штате Западная Виргиния, США. Находится в округе Джефферсон. Согласно переписи 2010 года в городе проживало 286 человек. Харперс-Ферри находится на слиянии рек Потомак и Шенандоа и является самым восточным поселением Западной Виргинии.

## Географическое положение
Харперс-Ферри находится на восточной границе штата Западная Виргиния со штатами Мэриленд и Виргиния на слиянии рек Потомак и Шенандоа. На западе граничит с городом Боливар (с которым имеет общую инфраструктуру). К западу от города находятся высоты Боливар, к югу, за рекой Шенандоа, высоты Лаудон, а к северо-востоку, за Потомаком, высокий хребет Элк. На юге города находится остров Вирджиниус.
По данным Бюро переписи населения США город Харперс-Ферри имеет общую площадь в 1,58 км², из которых 1,37 км² занимает суша и 0,21 км² — водоёмы.

## История
Территория будущего города начала заселяться в 1740-х годах. Первым поселенцем был Питер Стивенс, который купил земли в 1732 году. Роберт Харпер приобрёл около места слияния рек небольшой дом, и организовал паромную переправу через Потомак около 1761 года. Деревню, образованную на берегу, назвали Шенандоа-Фоллс. В 1763 году был Ассамблеей Виргинии был утверждён город. Поселение было переименовано в Харперс-Ферри. 25 октября 1783 года город посетил Томас Джефферсон. До конца 1790-х годов оно оставалось местом остановки для путешественников, проезжающим через Голубой хребет в долину Шенандоа. В местности часто проходили наводнения, наиболее значительные произошли в 1748, 1810, 1843, 1870, 1889, 1896 и 1936 годах.

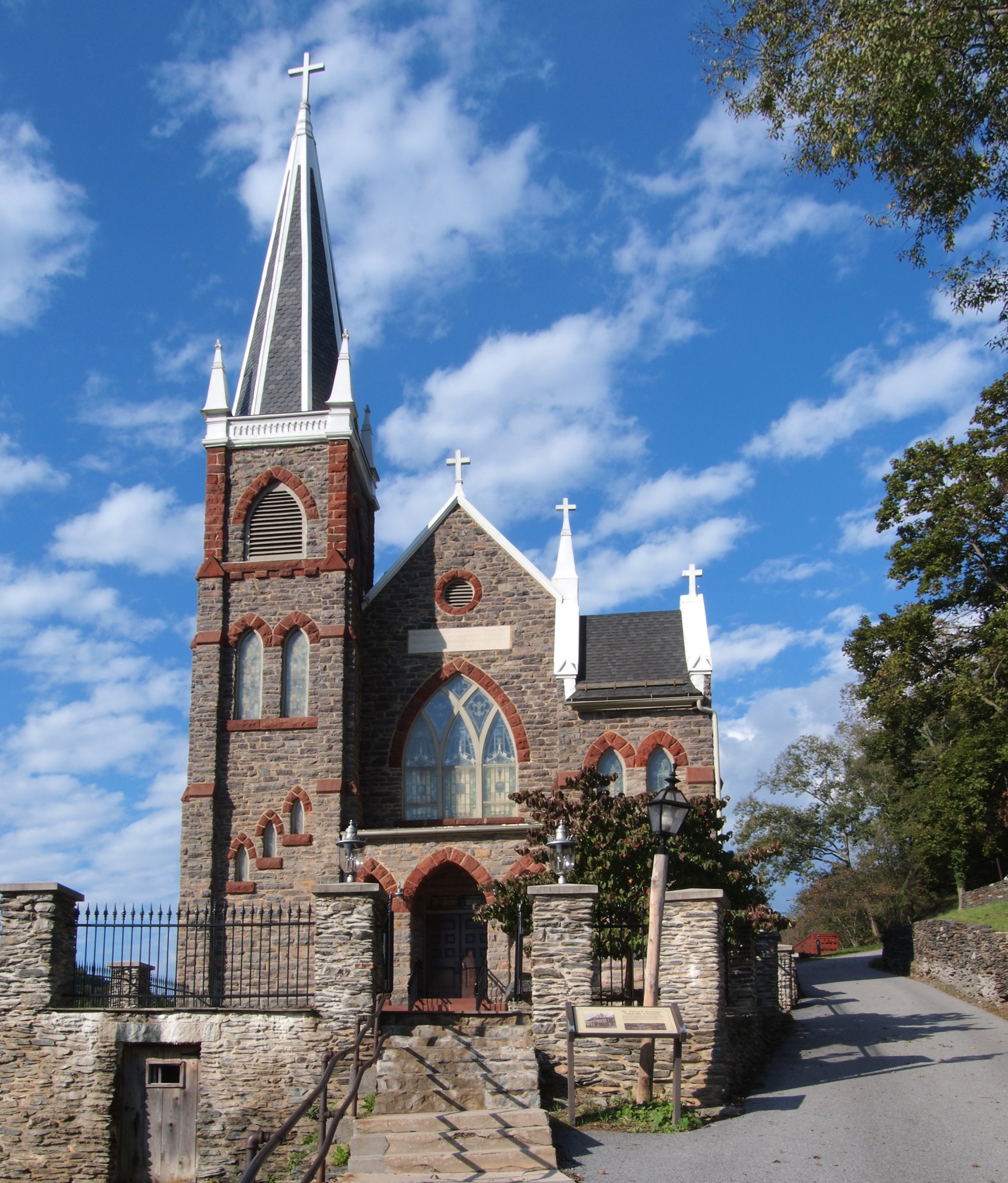
Церковь Святого Петра (1833 год)

Харперс-Ферри, благодаря своему расположению на слиянии рек, стал важным промышленным центром в XIX веке. Город занимал стратегическое положение на слиянии рек на границе Голубого хребта и было возможно использование гидроэнергии. В 1798—1789 годах был построен военный арсенал США, который проработал до 1861 года. В 1806—1807 годах Потомакская компания начала разработку реки Шенандоа в Харперс-Ферри — были построены система каналов и шлюзов. Через десять лет компания Новая Шенандоа построила плотину через реку для контроля за потоком воды через каналы. Остров Вирджиниус стал портом. В 1834 году в город была проведена железная дорога сети «Балтимор и Огайо» (она пересекала реку Потомак), в 1836 году — сети Винчестер и Потомак. В том же году был открыт Y-образный железный мост, который связал город со штатом Мэриленд сухопутным путём. Строительство дорог сделало Харперс-Ферри важным промышленным и сельскохозяйственным центром, в городе были организованы производства фабричного типа.

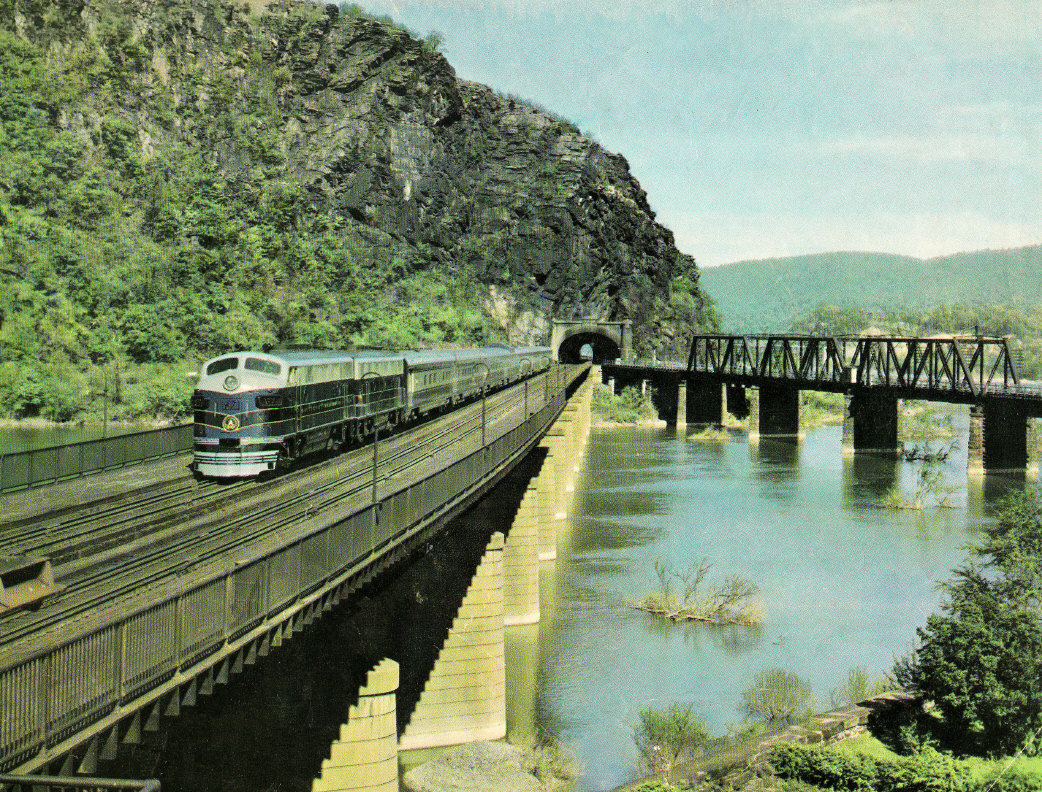
Поезд компании «Балтимор и Огайо» в Харперс-Ферри в 1949 году

16 октября 1859 года аболиционист Джон Браун и его отряд мятежников атаковали арсенал в Харперс-Ферри для захвата оружия и вооружения рабов. Они заняли арсенал и захватили заложников, однако после вмешательства властей, были все захвачены, Браун был повешен 2 декабря 1859 года. Суд над аболиционистом привлёк внимание к проблеме рабства. Во время Гражданской войны город, из-за своего стратегического местоположения захватывался восемь раз. Когда в апреле 1861 года отделялась Западная Виргиния, гарнизон Союза попытался сжечь арсенал и уничтожить оборудование. В сентябре 1862 года во время сражения при Харперс-Ферри в плен было захвачено историческое количество северян (около 12 500 человек).
После войны баптистские миссионеры из Новой Англии приобрели несколько зданий в городе и основали колледж Сторер. Основной целью учреждения было давать образование бывшим рабам, однако оно было открыто для студентов любой национальности и пола. Колледж был закрыт в 1955 году. В 1944 году большая часть города стала частью парка штата Харперс-Ферри, и началась реставрация исторического центра. В 1979 году часть зданий была внесена в Национальный реестр исторических мест США.

## Население
По данным переписи 2010 года население Харперс-Ферри составляло 286 человек (из них 49,3 % мужчин и 50,7 % женщин), в городе было 131 домашнее хозяйство и 78 семей. На территории города была расположена 175 построек со средней плотностью 127,7 построек на один квадратный километр суши. Расовый состав: белые — 93,7 %, афроамериканцы — 4,2 %, коренные американцы — 0,7 % и представители двух и более рас — 1,0 %.
Из 131 домашнего хозяйств 59,5 % представляли собой семьи: 43,2 % представляли собой совместно проживающие супружеские пары (12,2 % с детьми младше 18 лет), в 13,0 % домохозяйств женщины проживали без мужей, в 3,1 % домохозяйств мужчины проживали без жён, 40,5 % не имели семьи. В среднем домашнее хозяйство вели 2,18 человека, а средний размер семьи — 2,69 человека. В одиночестве проживали 29,0 % населения, 15,3 % составляли одинокие пожилые люди (старше 65 лет).
Население города по возрастному диапазону распределилось следующим образом: 17,1 % — жители младше 18 лет, 59,8 % — от 18 до 65 лет и 23,1 % — в возрасте 65 лет и старше. Средний возраст населения — 52,0 года. На каждые 100 женщин приходилось 97,2 мужчин, при этом на 100 совершеннолетних женщин приходилось уже 97,5 мужчин сопоставимого возраста.
Динамика численности населения:
|  |

## Экономика
В 2014 году из 215 трудоспособных жителей старше 16 лет имели работу 144 человека. 25,0 % населения было занято в сферах финансов и менеджмента, 22,2 % в сферах информационных технологий и науки, 22,2 % — в образовании, 12,5 % — в здравоохранении, 6,9 % — в сфере услуг, 11,1 % — сферы продаж и офисной работы. При этом мужчины имели медианный доход в 108 750 долларов США в год против 44 375 долларов среднегодового дохода у женщин. В 2014 году медианный доход на семью оценивался в 78 125 $, на домашнее хозяйство — в 85 179 $. Доход на душу населения — 57 057 $. 8,1 % от всего числа семей и 14,3 % от всей численности населения находилось на момент переписи за чертой бедности.

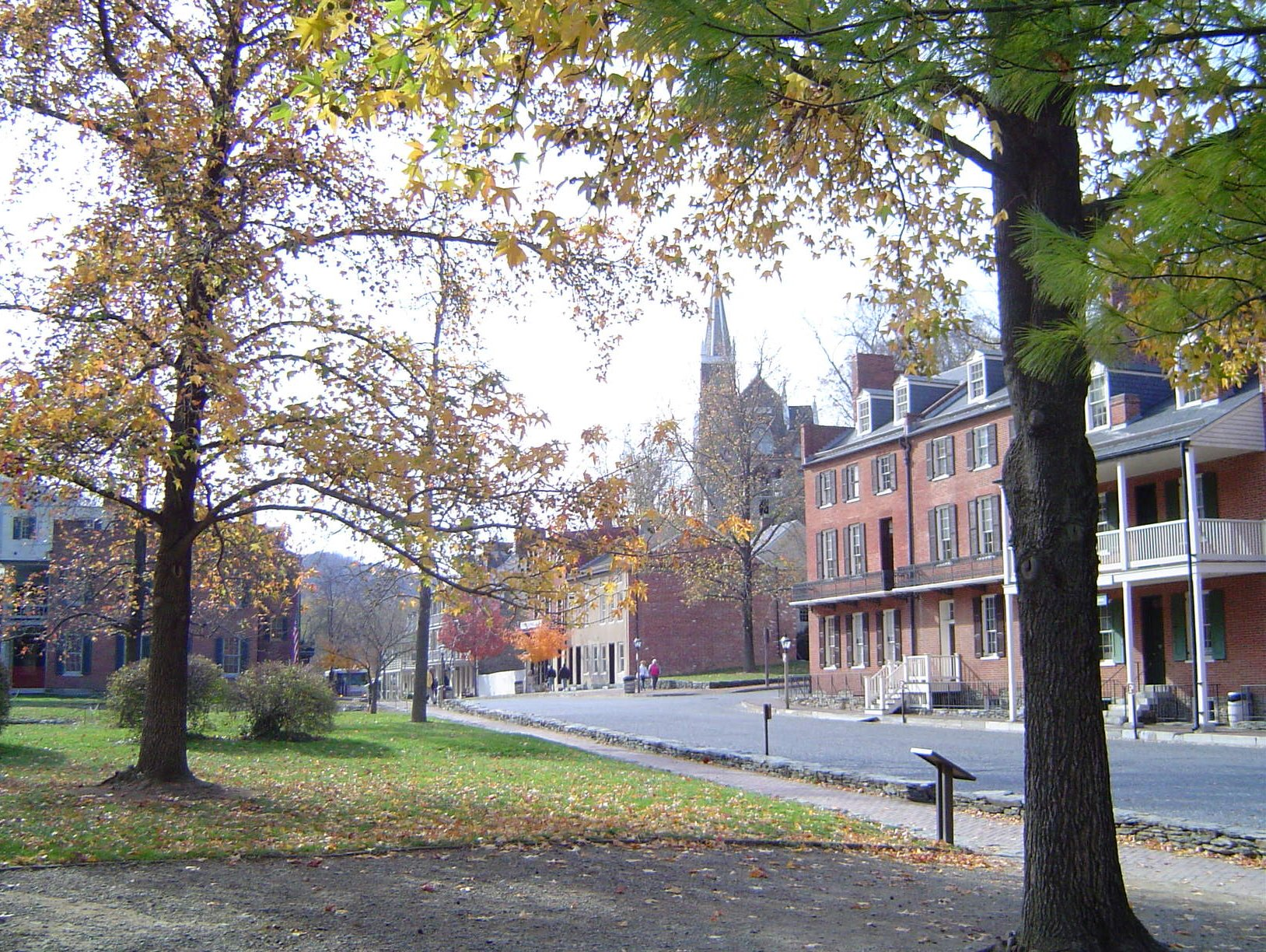
Улица Шенандоа
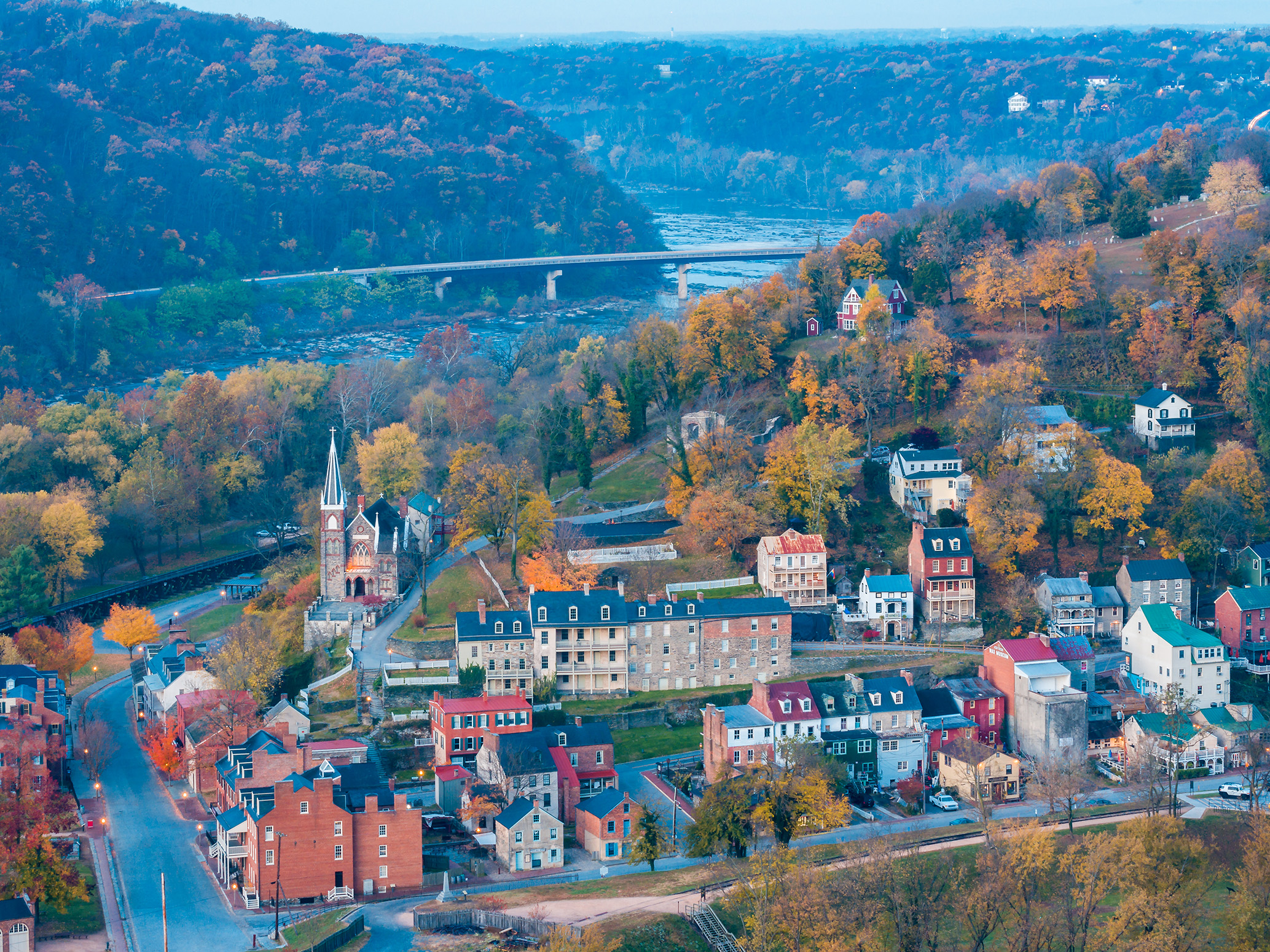
Вид с воздуха на город
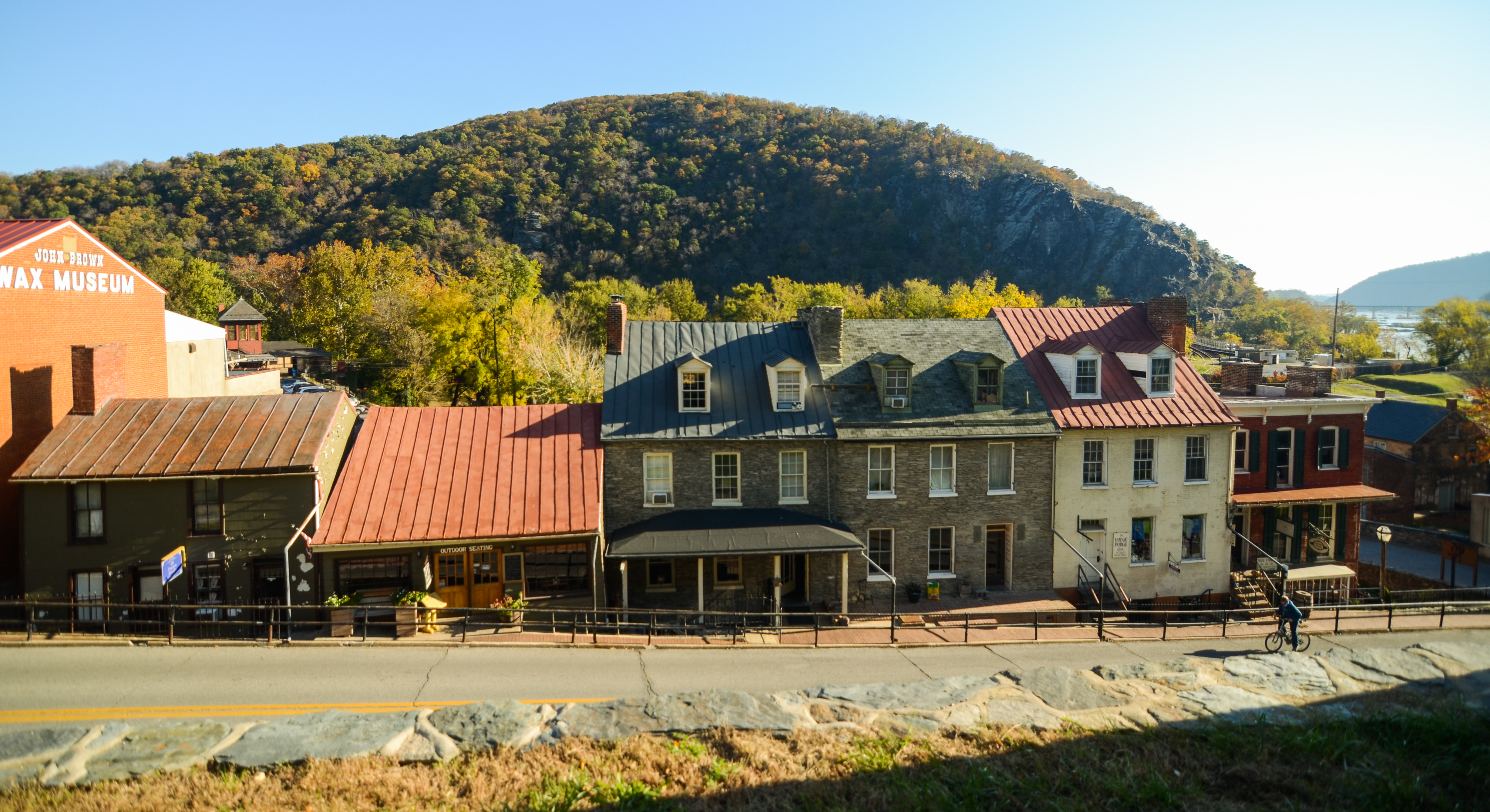
Старый город
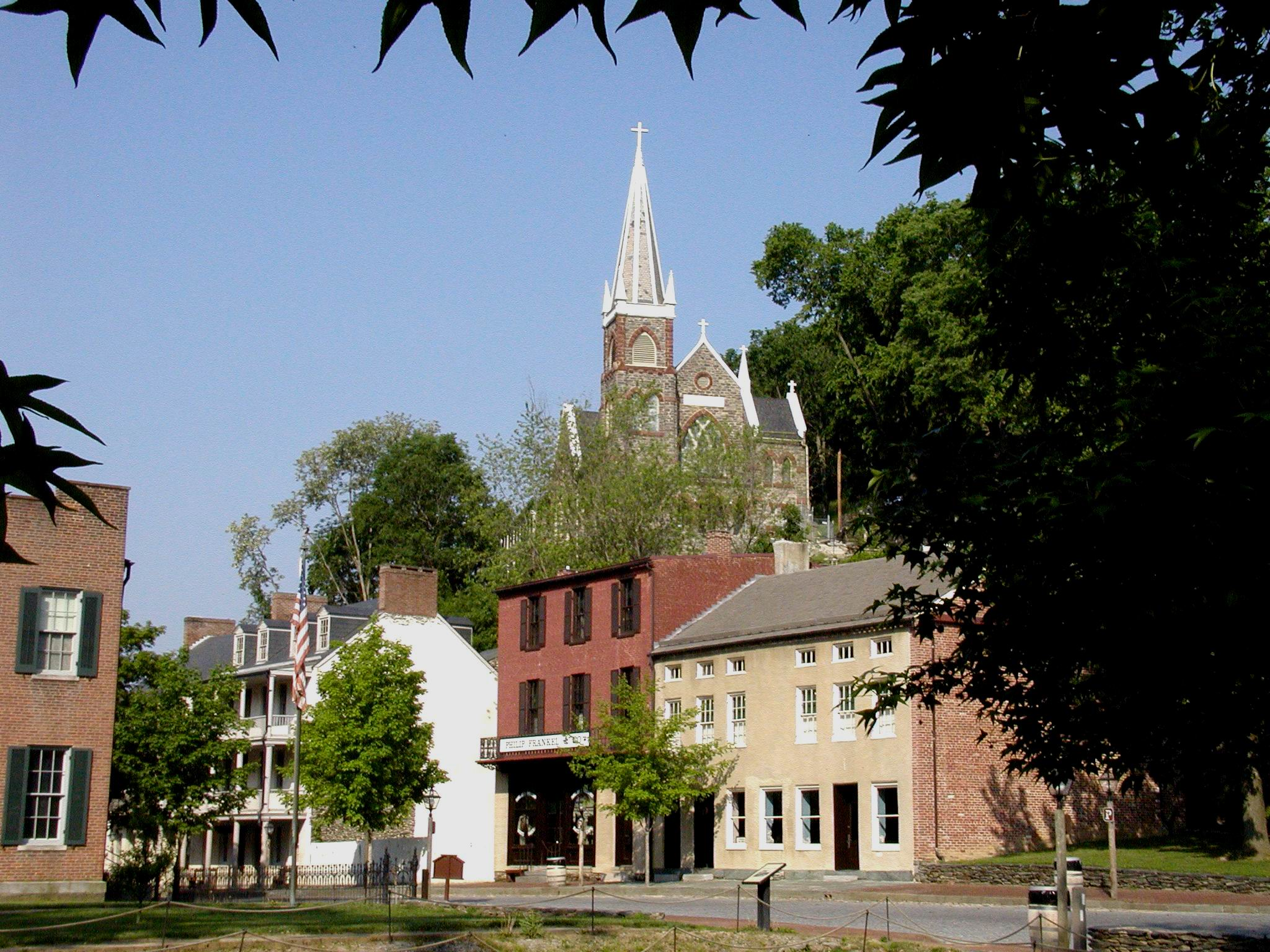
Старый город